# 茹拉夫林卡 (基洛夫格勒州)
參數所指定的目標頁面不存在，建議更正成存在頁面或直接建立下列一個頁面（建立前請先搜尋是否有合適的存在頁面可以取代）：
- 茹拉夫林卡

48°23′30″N 30°43′33″E / 48.39167°N 30.72583°E
茹拉夫林卡（羅馬化：Zhuravlynka）是烏克蘭中部基洛夫格勒州霍洛瓦尼夫斯克區霍洛瓦尼夫斯克市鎮的村莊。該村面積2.63平方公里，海拔高度163米，人口607，人口密度每平方公里230.4人。